# Patrick Ryan
Patrick James Ryan (Old Pallas, 4 januari 1881 – Limerick, 13 februari 1964), was een Iers-Amerikaans atleet.

## Biografie
In 1902 werd Ryan voor de eerste maal Iers kampioen kogelslingeren. In 1910 emigreerde Ryan naar de Verenigde Staten.
Ryan gooide in 1913 een wereldrecord kogelslingeren van 57,77 meter. Dit record werd pas 25 jaar later verbeterd door de Duitser Erwin Blask. Ryan werd in 1920 olympisch kampioen met een voorsprong van 4 meter 30 op de nummer twee. Dit is anno 2020 nog steeds de grootste voorsprong op de Olympische Zomerspelen bij het kogelslingeren voor mannen.

## Persoonlijke records
| Onderdeel      | Prestatie | Jaar |
| -------------- | --------- | ---- |
| Gewichtwerpen  | 12,25m    | 1913 |
| Kogelslingeren | 57,77m    | 1913 |

## Palmares

### Gewichtwerpen
- 1920:  OS - 10,965 m

### Kogelslingeren
- 1920:  OS - 52,875m

1900: John Flanagan ·
1904: John Flanagan ·
1908: John Flanagan ·
1912: Matt McGrath ·
1920: Patrick Ryan ·
1924: Fred Tootell ·
1928: Pat O'Callaghan ·
1932: Pat O'Callaghan ·
1936: Karl Hein ·
1948: Imre Németh ·
1952: József Csermák ·
1956: Harold Connolly ·
1960: Vasili Roedenkov ·
1964: Romuald Klim ·
1968: Gyula Zsivótzky ·
1972: Anatoli Bondartsjoek ·
1976: Joeri Sedych ·
1980: Joeri Sedych ·
1984: Juha Tiainen ·
1988: Sergej Litvinov ·
1992: Andrej Abdoevalijev ·
1996: Balázs Kiss ·
2000: Szymon Ziółkowski ·
2004: Koji Murofushi ·
2008: Primož Kozmus ·
2012: Krisztián Pars ·
2016: Dilsjod Nazarov ·
2020: Wojciech Nowicki ·
2024: Ethan Katzberg
- Bibliothèque nationale de France: cb166801259 (data)
- World Athletics: 14862834